# Duke Nalon
Duke Nalon (n. 2 martie 1913 – d. 26 februarie 2001) a fost un pilot de curse auto american care a evoluat în Campionatul Mondial de Formula 1 între anii 1951 și 1953.